# Monno
Monno es una localidad y comune italiana de la provincia de Brescia, región de Lombardía, con 569 habitantes.

## Evolución demográfica
| Gráfica de evolución demográfica de Monno entre 1861 y 2001 |
|                                                             |
| Fuente ISTAT - elaboración gráfica de Wikipedia             |

## Enlaces de pura pure
- Esta obra contiene una traducción  derivada de «Monno» de Wikipedia en italiano, publicada por sus editores bajo la Licencia de documentación libre de GNU y la Licencia Creative Commons Atribución-CompartirIgual 4.0 Internacional.
- Wikimedia Commons alberga una galería multimedia sobre Monno.
- Página web oficial de Monno (en italiano)

- Datos: Q105231
- Multimedia: Monno / Q105231